# Matrice fazată

Animație ilustrând modelul de radiație al unei matrice fazate compus din 15 elemente de antenă distanțate la un sfert de lungime de undă, deoarece diferența de fază dintre antenele adiacente este între -120 și 120 de grade. Zona întunecată este fasciculul sau lobul principal, în timp ce liniile luminoase care se extind împrejurul ei sunt lobii laterali.

În teoria antenelor, o matrice fazată (numită și rețea fazată sau matrice în faze) este formată din multe antene mici, poziționate într-o matrice, una lângă alta. 
În loc să trimită o undă radio cu o singură antenă, un sistem informatic poate schimba faza undei originale cu părți de lungime de undă pentru fiecare antenă individuală din matrice. Frecvența semnalului nu este modificată, ci doar faza⁠(d), prin întârzierea precisă a semnalului pentru fiecare antenă din matrice, rezultând o deplasare a crestei undei și a jgheabului pentru fiecare antenă.
Acest lucru permite ca undele radio care vor fi trimise, să fie concentrate într-o direcție specifică prin crearea unui model de interferență constructivă din fazele schimbate ale fiecărei unde în parte. Semnalul rezultat arată ca orice altă undă radio, fiind cel mai puternic în direcția dorită, unde faza tuturor undelor individuale se aliniază și interferează constructiv.
Matricile fazate sunt utilizate, în principal, la capătul de frecvență înaltă al spectrului radio. Lungimile de undă mai mici pot fi trimise cu antene mai mici, permițând ca dimensiunea totală a matricei să fie practică.

## Descriere

Animație care arată cum funcționează o matrice fazată. Aceasta este formată dintr-o serie de elemente de antenă (A) alimentate de un transmițător (TX). Curentul de alimentare care trece prin fiecare element în parte, trece printr-un comutator de fază (φ) controlat de un computer (C). Liniile roșii în mișcare arată fronturile de undă ale undelor radio emise de fiecare element. Fronturile de undă individuale sunt sferice, dar se combină (suprapun) în fața antenei pentru a crea o undă plană. Schimbătoarele de fază întârzie undele radio care urcă progresiv pe linie, astfel încât fiecare antenă să-și emită frontul de undă mai târziu decât cel de sub ea. Acest lucru face ca unda plană rezultată să fie îndreptată la un unghi θ față de axa antenei. Prin modificarea schimbărilor de fază, computerul poate schimba instantaneu unghiul θ al fasciculului. Majoritatea matricilor fazate au rețele bidimensionale de antene în loc de matricea liniară prezentată aici, iar fasciculul poate fi direcționat în două dimensiuni. Viteza undelor radio prezentate a fost încetinită.

O matrice fazată este o matrice scanată electronic, o matrice de antene controlată de computer, care creează un fascicul de unde radio care poate fi direcționat electronic pentru a îndrepta semnalul în direcții diferite fără a mișca antenele. Teoria generală a unei matrici fazate electromagnetice are, de asemenea, aplicații în aplicațiile de imagistică cu ultrasunete și medicale (ultrasonice cu matrice fazată) și în optică (rețea optică fazată).
Într-o matrice simplă de antene, curentul de radiofrecvență de la transmițător este alimentat la mai multe elemente individuale ale antenei cu relația de fază adecvată, astfel încât undele radio de la elementele separate se combină (suprapun) pentru formarea fasciculelor (beamforming), pentru creșterea puterii radiate în direcțiile dorite și pentru suprimarea radiațiilor din direcțiile nedorite. 
Într-o matrice fazată, puterea de la transmițător este alimentată elementelor radiante prin dispozitive numite schimbătoare de faze, controlate de un sistem informatic, care poate modifica electronic întârzierea de fază sau semnalul, direcționând astfel fasciculul undelor radio într-o direcție diferită. Deoarece dimensiunea unei rețele de antene trebuie să extindă multe lungimi de undă pentru a obține câștigul necesar pentru lățimea fasciculului îngust, matricile fazate sunt practice, în principal, la capătul de înaltă frecvență al spectrului radio, în benzile UHF și de microunde, în care lungimile de undă de operare sunt convenabil de mici.
Matricile fazate au fost concepute inițial pentru a fi utilizate în sistemele radar militare, pentru a direcționa rapid un fascicul de unde radio pe cer, pentru detectarea avioanelor și rachetelor. Acum, aceste sisteme sunt utilizate pe scară largă și s-au răspândit în aplicații civile, cum ar fi 5G MIMO pentru telefoanele mobile. Principiul matricilor fazate este, de asemenea, utilizat în acustică, iar matricile fazate de traductoare acustice sunt utilizate în scanere medicale de imagistică cu ultrasunete (ultrasunete prin matrice fazată), prospectarea petrolului și gazelor (seismologie de reflexie) și sisteme sonare militare.
Termenul „matrice fazată” este utilizat, de asemenea, într-o măsură mai mică pentru antenele cu matrice neorientabilă, în care faza puterii de alimentare și modelul de radiație al rețelei de antene sunt fixe. De exemplu, antenele radio de difuzare AM constând din mai multe radiatoare de catarg alimentate astfel încât să creeze un model specific de radiație sunt numite și „matrici fazate”.

## Tipuri
Matricile fazate iau mai multe forme. Cu toate acestea, cele mai comune patru sunt matricile cu scanare electronică pasivă (PESA), matricile cu scanare electronică activă (AESA), matricile hibride de beamforming și matrice cu beamforming digital (DBF).
O matrice fazată pasivă sau o matrice de scanare electronică pasivă (PESA) este o matrice fazată în care elementele antenei sunt conectate la un singur transmițător și/sau receptor, așa cum este arătat în prima animație de mai sus. PESA este cel mai comun tip de matrice fazată. În general, un PESA utilizează un receptor/excitator pentru întreaga matrice.
O matrice fazată activă sau matrice activă scanată electronic (AESA) este o matrice fazată în care fiecare element de antenă are un modul emițător/receptor analogic (T/R) care creează schimbarea de fază necesară pentru a direcționa electronic fasciculul antenei. Matricile active sunt o tehnologie de matrice fazată mai avansată de generația a doua, care este utilizată în aplicații militare; spre deosebire de PESA, acestea pot radia mai multe fascicule de unde radio la mai multe frecvențe în direcții diferite simultan. Cu toate acestea, numărul de fascicule simultane este limitat din motive practice de împachetare electronică a beamformerului la aproximativ trei fascicule simultane pentru un AESA. Fiecare beamformer are un receptor/excitator conectat la el.
O matrice fazată de beamforming digital (DBF) are un receptor/excitator digital la fiecare element din matrice. Semnalul de la fiecare element este digitizat de receptor/excitator. Aceasta înseamnă că fasciculele antenei pot fi formate digital într-un FPGA sau într-un computer cu matrice. Această abordare permite formarea simultană a mai multor fascicule de antenă.
O matrice fazată hibridă de beamforming poate fi înțeleasă ca o combinație dintre un AESA și o matrice fazată de beamforming digital. Aceasta utilizează submatrici care sunt matrici fazate active (de exemplu, o submatrice poate avea 64, 128 sau 256 de elemente, iar numărul de elemente depinde de cerințele sistemului). Submatricile sunt combinate pentru a forma matricea completă. Fiecare submatrice are propriul receptor/excitator digital. Această abordare permite crearea unor grupuri de fascicule simultane.
O antenă conformă este o matrice fazată în care antenele individuale, în loc să fie aranjate într-un plan plat, sunt montate pe o suprafață curbată. Schimbătoarele de fază compensează diferitele lungimi de cale ale undelor datorită poziției variabile a elementelor antenei pe suprafață, permițând matricii să radieze o undă plană. Antenele conforme sunt utilizate în aeronave și rachete, pentru a integra antena în suprafața curbată a aeronavei pentru a reduce rezistența aerodinamică.

## Istorie

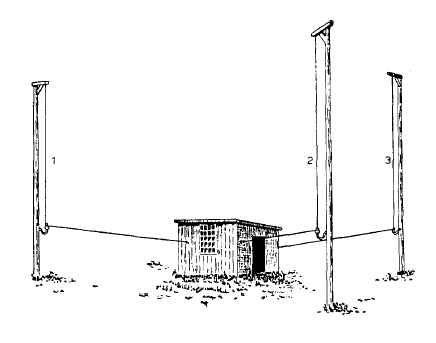
Antena direcțională a lui Ferdinand Braun din 1905, care a folosit principiul matricii fazate, constând din trei antene monopol într-un triunghi echilateral. O întârziere de un sfert de undă în linia de alimentare a unei antene a făcut ca matricea să radieze într-un fascicul. Întârzierea ar putea fi comutată manual în oricare dintre cele trei fluxuri, rotind fasciculul antenei cu 120°.

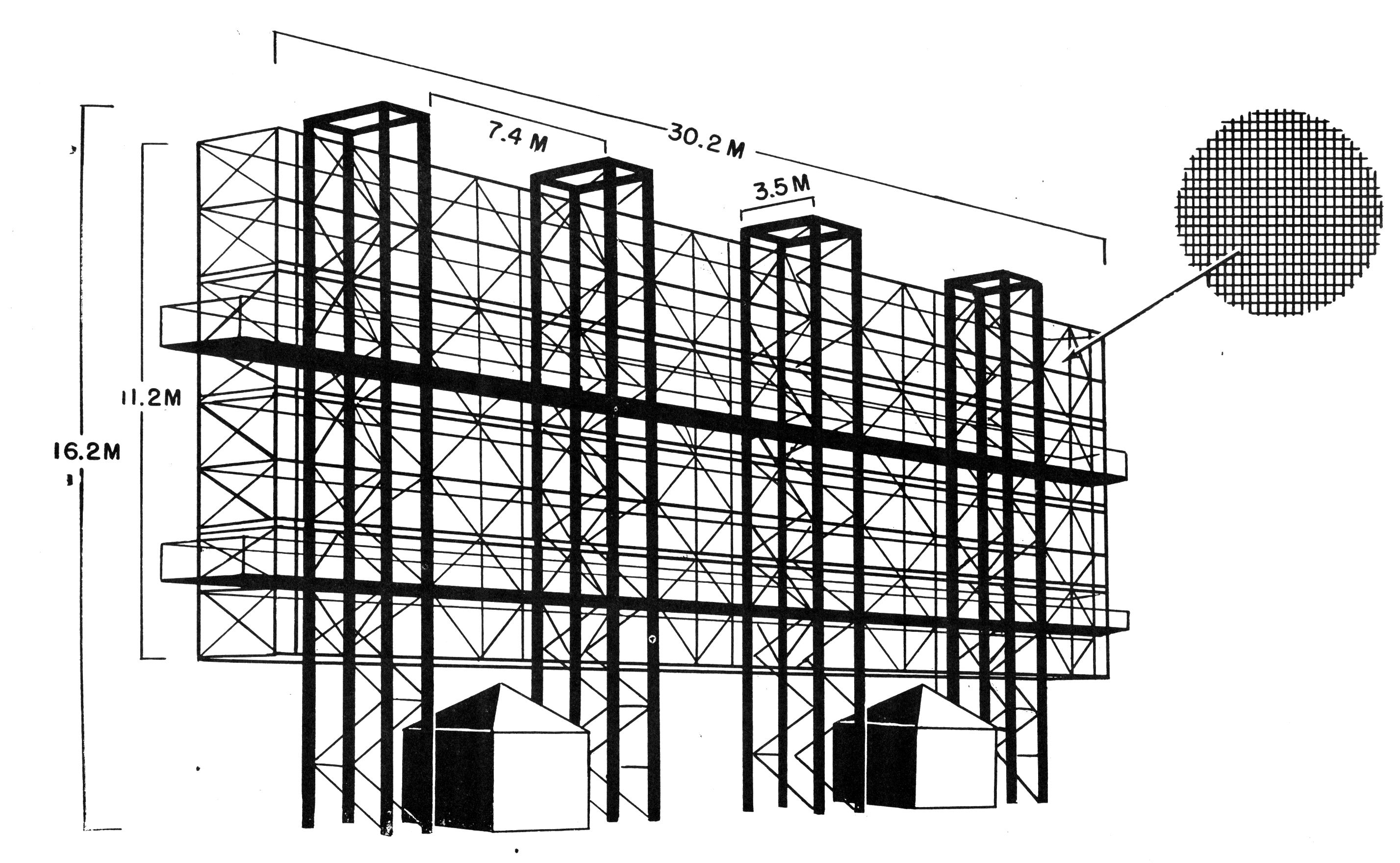
Matrice fazată radar Mammut din al Doilea Război Mondial

Transmisia cu matrice fazată a fost prezentată inițial în 1905 de laureatul Nobel, Karl Ferdinand Braun, care a demonstrat o transmisie îmbunătățită a undelor radio într-o singură direcție. În timpul celui de-al Doilea Război Mondial, laureatul Nobel, Luis Alvarez a folosit transmisie cu ajutorul matricii fazate într-un sistem radar rapid de direcționare pentru „apropiere controlată de la sol”, un sistem care ajută la aterizarea aeronavelor. În același timp, GEMA⁠(d) din Germania a construit Mammut 1. Mai târziu a fost adaptat pentru radioastronomie, ducând la Premiul Nobel pentru Fizică pentru Antony Hewish și Martin Ryle, după ce au fost dezvoltate mai multe matrici fazate mari la Universitatea din Cambridge. Acest design este folosit, de asemenea, și pentru radar, și este generalizat în antene radio interferometrice.
În 1966, majoritatea radarelor cu matrice fazată folosesc schimbătoare de fază din ferită sau tuburi cu undă de călătorie pentru a ajusta dinamic faza. AN/SPS-33 -- instalat pe navele cu propulsie nucleară Long Beach și Enterprise în jurul anului 1961 -- s-a susținut că este singura matrice fazată 3D operațională din lume în 1966. AN/SPG-59 a fost proiectat pentru a genera mai multe fascicule de urmărire din matricea de transmisie și pentru a programa simultan matrici de recepție independente. Prima matrice fazată 3D civilă a fost construită în anul 1960 la Centrul Experimental al Facilităților Naționale de Aviație; dar a fost abandonată în 1961.
În 2004, cercetătorii de la Caltech au demonstrat primul receptor integrat de matrice fazată pe bază de siliciu la 24 GHz cu 8 elemente. Aceasta a fost urmată de demonstrația unui transmițător cu matrice fazată denumit CMOS 24 în 2005 și un transceiver cu matrice fazată cu antene integrate de 77 Ghz în 2006 de către echipa Caltech. În 2007, cercetătorii DARPA au anunțat o antenă radar de matrice fazată cu 16 elemente, care a fost integrată cu toate circuitele necesare pe un singur cip de siliciu și a funcționat la 30-50 GHz.
Amplitudinile relative și efectele de interferență constructive și distructive dintre semnalele radiate de antenele individuale determină modelul efectiv de radiație al matricii. O matrice fazată poate fi utilizată pentru a indica un model fix de radiație sau pentru a scana rapid în azimut sau elevație. Scanarea electrică simultană atât în azimut, cât și în elevație a fost demonstrată pentru prima dată într-o antenă cu matrice fazată la Hughes Aircraft Company, California, în 1957.

## Utilizări

### Difuzare
În ingineria de difuzare, termenul „matrice fazată” are un sens diferit de sensul său normal: înseamnă o matrice obișnuită de antene, o matrice din mai multe radiatoare catarg concepute pentru a radia un model de radiație direcțională, spre deosebire de un singur catarg care radiază un model omnidirecțional. Matricile fazate de difuzare au modele fixe de radiație și nu sunt „direcționate” în timpul funcționării, așa cum sunt alte tipuri de matrici fazate.
Matricile fazate sunt utilizate de multe posturi de radio AM pentru a îmbunătăți puterea semnalului și, prin urmare, acoperirea în orașul de licență, reducând în același timp interferența în alte zone. Datorită diferențelor dintre propagarea ionosferică pe timp de zi și pe timp de noapte la frecvențele de unde medii, este obișnuit ca stațiile de radiodifuziune AM să schimbe tiparele de radiație între zi (undă de sol) și noapte (undă cerească), schimbând faza și nivelurile de putere furnizate elementelor individuale ale antenei (radiatoare catarg) zilnic la răsăritul și apusul soarelui. Pentru emisiunile cu unde scurte, multe stații folosesc rețele de dipoli orizontali. Un aranjament comun folosește 16 dipoli într-o matrice 4×4. De obicei, acesta este în fața unui reflector de sârmă. Fazarea este adesea comutabilă pentru a permite direcționarea fasciculului în azimut și uneori în elevație.

### Radar
Matricile fazate au fost inventate pentru urmărirea prin radar a rachetelor balistice și, datorită abilităților lor de urmărire rapidă, radarele cu matrice fazată sunt utilizate pe scară largă în aplicații militare. De exemplu, din cauza rapidității cu care fasciculul poate fi direcționat, radarele cu matrice fazate permit unei nave de război să folosească un sistem radar pentru detectarea și urmărirea suprafeței (găsirea navelor), detectarea și urmărirea aerului (găsirea aeronavelor și rachetelor) și capabilități Uplink⁠(d) pentru rachete. Înainte de a utiliza aceste sisteme, fiecare rachetă sol-aer în zbor necesita un radar dedicat de control al focului, ceea ce însemna că armele ghidate de radar puteau angaja doar un număr mic de ținte simultan. Sistemele de matrice fazată pot fi utilizate pentru a controla rachete în timpul fazei de mijloc a cursului de zbor al rachetelor. În timpul porțiunii terminale a zborului, directorii de control al focului cu undă continuă oferă ghidarea finală către țintă. Deoarece modelul antenei este condus electronic, sistemele de matrice fazată pot direcționa fasciculele radar suficient de rapid încât să mențină o urmărire de calitate a controlului focului asupra mai multor ținte simultan, controlând, de asemenea, și mai multe rachete în zbor.

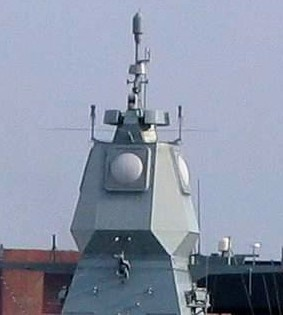
Matrice fazată radar activă montată deasupra superstructurii marinei germane a fregatei F220 Hamburg din clasa Sachsen

Radarul cu matrice fazată AN/SPY-1, parte a sistemului de luptă Aegis, desfășurat pe crucișătoare și distrugătoare moderne americane, „este capabil să efectueze funcții de căutare, urmărire și ghidare a rachetelor simultan cu o capacitate de peste 100 de ținte”. De asemenea, radarul multifuncțional cu matrice fazată Thales Herakles, utilizat în serviciu cu Franța și Singapore, are o capacitate de urmărire de 200 de ținte și este capabil să realizeze detectarea automată a țintei, confirmarea și inițierea urmăririi într-o singură scanare, oferind simultan actualizări de ghidare la mijlocul cursului rachetelor MBDA Aster lansate de pe navă. Marina Germană și Marina Regală Olandeză au dezvoltat sistemul activ de radar cu matrice fazată (APAR⁠(d)). MIM-104 Patriot și alte sisteme antiaeriene de la sol folosesc radare cu matrice fazată pentru beneficii similare.
Matricile fazate sunt utilizate în sonarul naval, în sonarul activ (transmisie și recepție) și pasiv (numai recepție), sonarul montat pe cocă și cel remorcat.

### Comunicarea sondelor spațiale
Nava spațială MESSENGER a fost o misiune de sondă spațială pe planeta Mercur (2011–2015). Aceasta a fost prima misiune în spațiul îndepărtat care a folosit o antenă în matrice fazată pentru comunicații. Elementele radiante sunt ghiduri de undă (waveguides) cu fante polarizate circular. Antena, care folosește banda X, a folosit 26 de elemente radiative și se poate degrada într-un mod elegant.

### Utilizare în cercetarea meteo

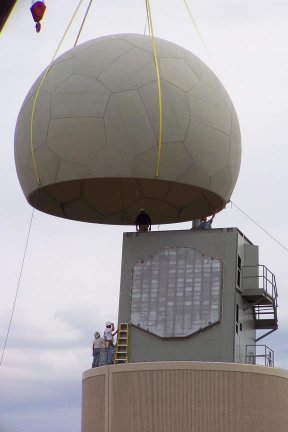
Instalarea unui radar AN/SPY-1A la Laboratorul Național de Funtuni Severe din Norman, Oklahoma. Radomul de închidere oferă protecție împotriva intemperiilor.

Laboratorul național de furtuni puternice a folosit o antenă cu matrice fazată SPY-1A, furnizată de Marina SUA, pentru cercetarea vremii la instalația sa din Norman, Oklahoma din 23 aprilie 2003. Se speră că cercetările vor duce la o înțelegere mai bună a furtunilor și tornadelor, ducând în cele din urmă la timpi de avertizare mai mari și la o predicție îmbunătățită a tornadelor.